# Mikławš Jakubica
Mikławš Jakubica (auch Miklawuš oder Miklawusch, latinisiert Nicolaus Jacubiky; † nach 1548) war der Verfasser der ersten niedersorbischen Übersetzung des Neuen Testaments von 1548. Diese gilt als eines der ersten Sprachdenkmäler in niedersorbischer Sprache und als eine der ersten Übersetzungen der Lutherbibel in eine andere Sprache.

## Leben
Über seine Person gibt es kaum Informationen. Er war wahrscheinlich evangelischer Pfarrer in der Herrschaft Sorau in der östlichen Niederlausitz, da er im ostniedersorbischen Dialekt schrieb.
Möglich ist, dass er mit Nicolaus Kubike bzw. Kubke identisch ist, der 1524 als evangelischer Prediger in Laubnitz (heute Lubanice) erwähnt wurde.
Auch mit einem Prediger Jakob in Linderode (heute Lipinki Łużyckie), der 1540 erwähnt wurde und mit Nikolaus Jakobi, der vermutlich 1553 bis 1556 Pfarrer in Linderode war, könnte er identisch sein.

## Werk
- Das niedersorbische Testament des Mikławš Jakubica, 1548 (Digitalisat)